# TV Clot
TV Clot és una televisió local creada el 1982 que va ser la primera de Barcelona. Fou impulsada per l'Associació d'Amics de la Ràdio i la TV del Clot-Camp de l'Arpa (AARTVCCA) i fundada per Josepa Rafael, coneguda com a Pepi Rafael.

## Història
La primera seu de l'emissora, primer només de ràdio, va ser una perruqueria. La televisió va emetre per primera vegada el 1984, convertint-se en la primera televisió local de Barcelona amb emissió pròpia (Canal 29). La ràdio i la televisió conviurien dos anys, fins que la ràdio va tancar.
L'entitat és membre fundadora (1984) de la Federació de Televisions Locals de Catalunya. Al cap dels anys sorgeixen diferents projectes de televisió de barri i el 1989 l'AARTVCCA va ser una de les fundadores de la Coordinadora Barcelona Comunicació per gestionar conjuntament, amb altres projectes un mateix canal de TV per a la ciutat: Canal 39.
El 1990 tenia 55 treballadors. El 1992 van fer reportatges sobre l'impacte dels Jocs Olímpics de Barcelona a la gent corrent. El 1999 es va traslladar a la Farinera del Clot, al número 837 de la Gran Via de Barcelona, on convivien les televisions de quatre districtes.
El 2005, després d'uns anys difícils, va iniciar les proves per tornar a emetre i fer-ho per internet amb el nom Clot RTV-Sant Martí. La seva intenció era fer actualitat i recuperar la memòria audiovisual de 23 anys de televisió local amb col·laboració amb les televisions locals d'Horta-Guinardó, Ciutat Vella i l'Eixample. En aquest moment hi treballaven 11 persones. El 2010 es va traslladar a un edifici entre els carrers Concili de Trento i Lope de Vega.
Entre els seus programes més recordats hi ha Parlament ciutadà, El cafè de les dones i l'informatiu Al carrer.